# Lika (flod)
 For alternative betydninger, se Lika (flertydig). (Se også artikler, som begynder med Lika)
Lika er en 78 kilometer lang flod i det vestlige Kroatien, som har givet navn til regionen Lika-Senj.
Lika løber i nordvestlig retning fra kilden ved foden af Velebit-bjergene, over den store karstslette Ličko polje, som med 700 km² er den største Polje. Den er kendt som en synkende flod, fordi den ved slutningen af sit løb løber ind i en række ponorer eller jordfaldshuller og forsvinder under overfladen.
Den bliver ledt ind i en tunnel, frem til foreningen med vandet fra floden Gacka, som bliver ført videre til Adriaterhavet gennem en tunnel. Undervejs ligger den kunstige sø Krušćičko jezero, der blev opdæmmet i 1996, som forsyner vandkraftværket Sklope (Hidroelektrana Sklope). Vandet fra Lika udnyttes til kraftproduktion to gange, først i Sklope, og derefter i Senj vandkraftværk (Hidroelektrana Senj).
Den største by i forbindelse med floden er Gospić, som ligger ved bifloden Novčica, ca. 3 kilometer fra dens udmunding i Lika.